# 背中バキボキズ
背中バキボキズは、吉本興業東京本社（東京吉本、厳密には子会社のよしもとクリエイティブ・エージェンシー）に所属していたお笑いコンビ。東京NSC15期生。ネタは主に漫才を行っていた。

## メンバー
茂木 哲平（もてぎ てっぺい、1985年8月21日（39歳） - ）
ツッコミ担当。立ち位置は右。埼玉県出身。A型。
男性だが眼鏡を外すといとうあさこ似。
コンビ解散後は、元ラストバトルズの饂飩と「爆発エントロピー」を結成した後に引退。
パソ・コン太郎（ぱそ・こんたろう、1982年10月13日（42歳） - ）
ボケ担当。立ち位置は左。頭にはディスプレイの被り物、腕にはキーボードを装着し、パソコンと人間のハーフという設定。
混乱すると頭から煙を噴射しフリーズする芸を持っている。
早稲田大学理工学部中退。既婚者。妻子持ち。
早稲田大学学生劇団「てあとろ50'」28期生。
日本電気（NEC）の初代「PC-9801」とは生年月日（発売日）が一緒。
特技はプログラミング。IT企業で役員をしていたが、（若手はライブ手伝いや深夜稽古が多いため）会社に行けない時期が続き、アルバイトに降格した。
基本的に設定を守っているので被り物であることを認めないが、被り物する理由を聞かれることが多いので時々答える。その理由は、「素の状態では人前に立てないから」「親族にバレたくないから」「パソコンが好きだから」。
人と目を合わせられないため、被り物をしている自分からも外があまり見えていない。

## エピソード
- NSC時代にトリオとして結成。2011年3月に1人脱退し現在のコンビとなる。脱退した理由は「人間と漫才がしたかった」から[2]。
- 脱退した岡下ははんにゃ金田の高校の同級生だった。
- 2013年3月1日に太郎が「芸人引退」をブログ、Twitterで発表。性格が芸人向きではないこと、妻がいながら仕事がない現状などを吐露。一方で周囲のスタッフ等には感謝の言葉を述べている[4]。
- 2016年3月31日に茂木が「芸人引退」をTwitterで発表[5]。それを受けて、2016年4月29日に1日限定で背中バキボキズ再結成&『パソコンフライデー』復活配信が行われた[6]。

## 出演

### TV番組
- お笑いジャッジポイント（日本テレビ、2011年10月4日）
- アウト×デラックス（フジテレビ、2011年10月6日）パソ・コン太郎のみ
- 爆問パワフルフェイス!（TBS、2011年11月24日）
- お笑いDynamite!（TBS、2011年12月29日）
- テストの花道（NHK教育テレビ、2012年1月1日）パソ・コン太郎のみ
- さんまのまんま（フジテレビ系列、2012年1月2日）
- 日本の新しい笑い2012（日本テレビ、2012年1月3日）
- ズームイン!!サタデー（日本テレビ、2012年1月7日）
- 笑う経済白書 THE ピンキリ SHOW（TBS、2012年1月25日）パソ・コン太郎のみ
- ハッピーMusic（日本テレビ、2012年2月11日）
- IT情報番組 iCon（日本テレビ、2012年3月21日）
- アウト×デラックス（フジテレビ、2012年9月19日）パソ・コン太郎のみ
- ワラッタメ天国[7]（フジテレビ、2012年11月12日、2012年11月26日、2012年12月29日、2013年1月21日）
- 森田一義アワー 笑っていいとも!（フジテレビ系列、2012年12月14日）
- 芸人報道（日本テレビ、2013年4月1日、4月8日）

### インターネット番組
- R藤本の水曜はじけてまざれ!（ニコニコ生放送、2010年9月29日初登場 - 複数回出演）
- 背中バキボキズのパソコンフライデー（ニコニコ生放送、2012年2月24日 - 2013年2月22日、2016年4月29日[8]）隔週金曜20時